# Grewia radula
Grewia radula är en malvaväxtart som beskrevs av John Gilbert Baker. Grewia radula ingår i släktet Grewia och familjen malvaväxter. Inga underarter finns listade i Catalogue of Life.